# 남화순역
남화순역(南和順驛)은 전라남도 화순군 화순읍에 있던 화순선의 폐역이다. 화순역보다 화순읍에 더 가까이 위치하고 있어 화순선으로 여객열차가 운행할 당시 근처 주민의 편의를 제공했다. 역사도 있었다고 알려져 있으나 지금은 역터 및 플랫폼 등 흔적이 거의 남아 있지 않다. 당시 지도 표기에 의하면 위치는 삼천리 4-1번지로 추정되고 있다.

## 역사
- 1942년 10월 1일: 화순선 개통과 함께 영업 개시[1]
- 1967년 1월 20일: 배치간이역에서 무배치간이역으로 격하[2]
- 1967년 9월 1일: 을종위탁발매소로 지정[3]
- 1974년 8월 15일: 폐역[4]